# Baskila (broń)

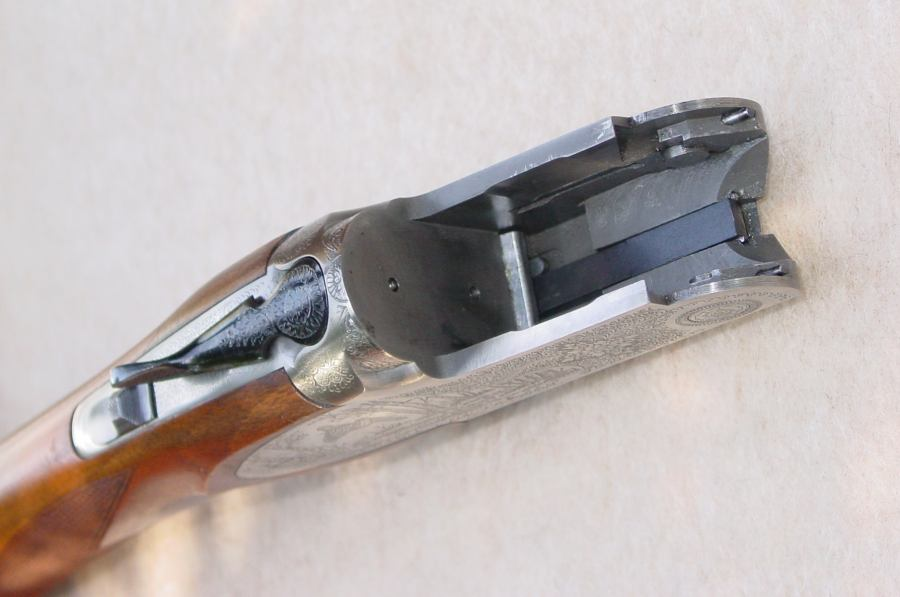
Baskila z dołączoną kolbą

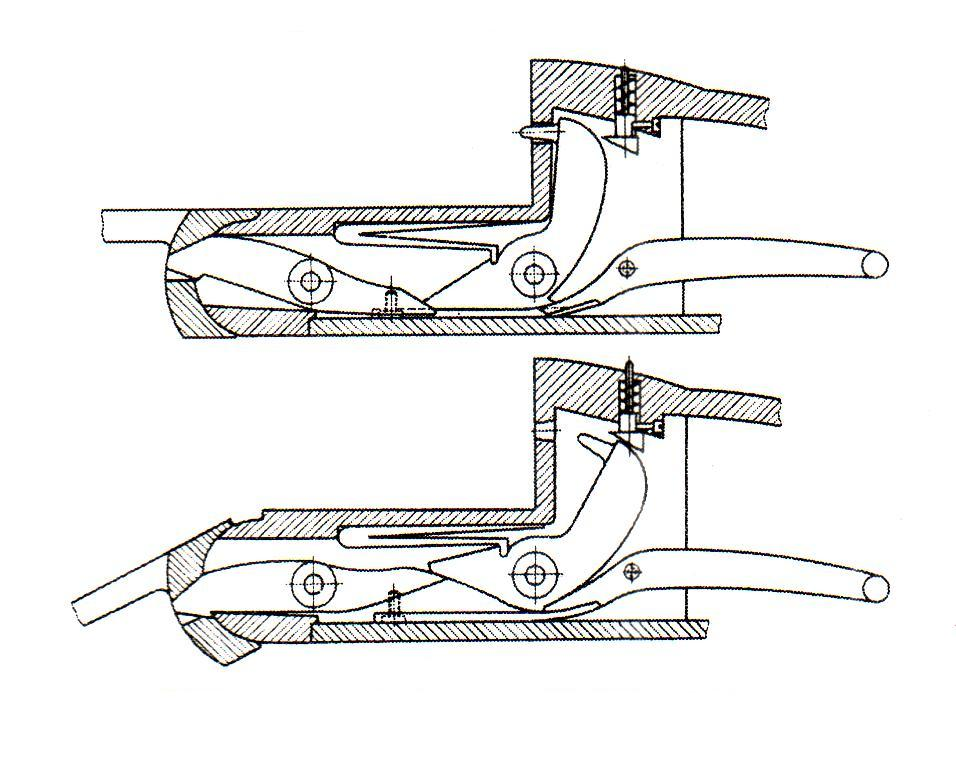
Schemat sposobu działania wewnętrznych mechanizmów baskili

Baskila – część broni palnej ładowanej przez złamanie broni. Służy do sztywnego połączenia osady z lufami, a jednocześnie mieści w swoim wnętrzu mechanizm spustowo-uderzeniowy (iglice, sprężyny, spusty i bezpiecznik).
Baskila pełni funkcję szkieletu broni, zamka oraz komory zamkowej, mimo że nie jest żadną z tych części.